# Strada 3 (Uruguay)
La strada 3 (in spagnolo: Ruta 3) è una strada statale uruguaiana che unisce la costa del Río de la Plata con le principali cittadine del nord-ovest del Paese, tra cui Salto e Paysandú, e la frontiera brasiliana. Con la legge 14.361 del 15 aprile 1975 stata intitolata al Generale José Gervasio Artigas, eroe nazionale dell'Uruguay.
La strada nasce all'altezza del km 67 della strada 1, nel dipartimento di San José, e termina presso il ponte internazionale Bella Unión-Barra do Quaraí, sul Río Cuareim, che qui segna la frontiera con il Brasile.